# Katrin Bühring
Katrin Bühring, geb. Gohlke (* 16. Mai 1977 in Rathenow, DDR) ist eine deutsche Schauspielerin und Drehbuchautorin.

## Leben
Von 1983 bis 1991 besuchte Katrin Bühring die Grundschule (24. Polytechnische Oberschule Hermann-Duncker) in Berlin-Friedrichsfelde. Danach legte sie ihr Abitur in Berlin ab. Von 1998 bis 2001 studierte Katrin Bühring Schauspiel an der Hochschule für Musik und Theater Hannover. Von 2001 bis 2004 hatte sie ein festes Engagement am Schauspiel Staatstheater Stuttgart. In der Spielzeit 2007/2008 war sie Gast am Schauspielhaus Zürich, 2008 spielte sie bei den Ruhrfestspielen Recklinghausen. 
Rollenangebote für Film- und Fernsehproduktionen hatte sie bereits während des Studiums und arbeitet seitdem regelmäßig für Film und Fernsehen. Sie lebt als Schauspielerin und Drehbuchautorin in Berlin.

## Filmografie (Auswahl)
- 1998: Ein Mann fällt nicht vom Himmel (Fernsehfilm)
- 2000: Jahrestage (Fernseh-Mehrteiler)
- 2000: Eine Hand schmiert die andere (Fernsehfilm)
- 2001: Romeo (Fernsehfilm)
- 2002: Tatort: Oskar
- 2002: In einer Nacht wie dieser (Fernsehfilm)
- 2002: Poppen (Kurzfilm, enthalten auf DVD des Films Schule)
- 2004: Aller Tage Abend
- 2004: Der Ermittler – Schönheitsfehler (Fernsehserie)
- 2005: Reblaus (Fernsehfilm)
- 2005: Stages (Mittellanger Film)
- 2005: SOKO Köln – Tod auf der Lula (Fernsehserie)
- 2006: Tod einer Freundin (Fernsehfilm)
- 2007: Die Todesautomatik (Fernsehfilm)
- 2008: In aller Freundschaft – Mehr als nur das (Fernsehserie)
- 2009: Familie Dr. Kleist – Chaos der Gefühle (Fernsehserie)
- 2009, 2020: SOKO Köln – Der Fluch der bösen Tat, Techtelmechtel (Fernsehserie)
- 2010: Fucked (Kurzfilm)
- 2010: Der Alte – Rettungslos (Fernsehserie)
- 2010: Mord mit Aussicht – Nach 6 im Zoo (Fernsehserie)
- 2010: Großstadtrevier – Der Bluff des alten Li (Fernsehserie)
- 2011: Dating Lanzelot
- 2011: Tatort: Der schöne Schein
- 2011: Shadows In The Distance
- 2011: Room 7 (Kurzfilm)
- 2012: Zu dir? (Kurzfilm)
- 2012: Der Alte – Die Zeugin (Fernsehserie)
- 2012: Küstenwache – In mörderischer Absicht (Fernsehserie)
- 2013: Hauptstadtrevier – Offene Rechnungen (Fernsehserie)
- 2014, 2023: SOKO Leipzig – Kranke Gier, Froschköniginnen (Fernsehserie)
- 2014: Dina Foxx – Tödlicher Kontakt (Fernsehfilm)
- 2014: SOKO Wismar – Der Stachel in mir (Fernsehserie)
- 2015: Letzte Spur Berlin (Fernsehserie, Folge Hochvirulent)
- 2015: In aller Freundschaft – Die jungen Ärzte (Fernsehserie, Folge Tiefe Wunden)
- 2015: Kommissar Dupin: Bretonisches Gold
- 2016: Die Pfefferkörner – Toms Vater (Fernsehserie)
- 2016: Mama told me not to look into the sun
- 2017–: Wojenne dziewczyny (polnische Fernsehserie)
- 2017: Alarm für Cobra 11 – Die Autobahnpolizei (Fernsehserie, Folge Geister der Vergangenheit)
- 2017: Polizeiruf 110: In Flammen (Fernsehreihe)
- 2018: Wilsberg: Prognose Mord (Fernsehreihe)
- 2018: Jenny: Echt gerecht (Fernsehserie)
- 2018, 2024: SOKO Stuttgart – Seitenwechsel, An der Angel (Fernsehserie)
- 2019: Erzgebirgskrimi – Der Tote im Stollen (Fernsehreihe)
- 2020: Unter anderen Umständen: Über den Tod hinaus  (Fernsehreihe)
- 2020: In aller Freundschaft: Freie Entscheidungen (Fernsehserie)
- 2020: Heldt: Treppe abwärts (Fernsehserie)
- 2022: Muspilli

## Drehbuch
- 2017: Ich will (k)ein Kind von Dir (Fernsehfilm)

## Auszeichnungen
- Fernsehfilmpreis der Deutschen Akademie der Darstellenden Künste 2001, Darsteller-Sonderpreis für Romeo
- Adolf-Grimme-Preis 2002 für ihre schauspielerische Leistung in Romeo.